# Räddningstjänsten i Sverige

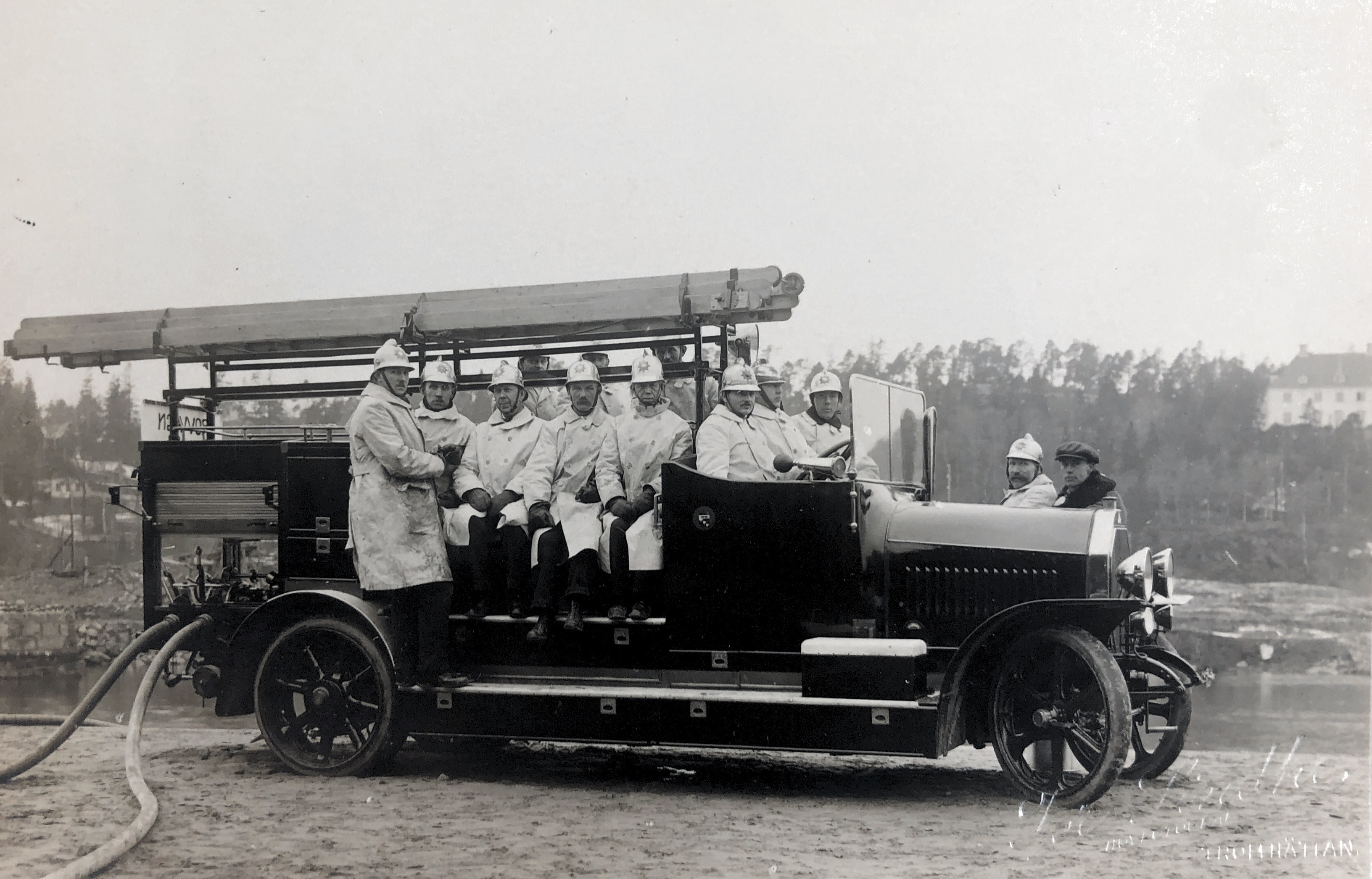
Brandbil från Trollhättans brandkår, 1934. Foto: Werner Lindhe.

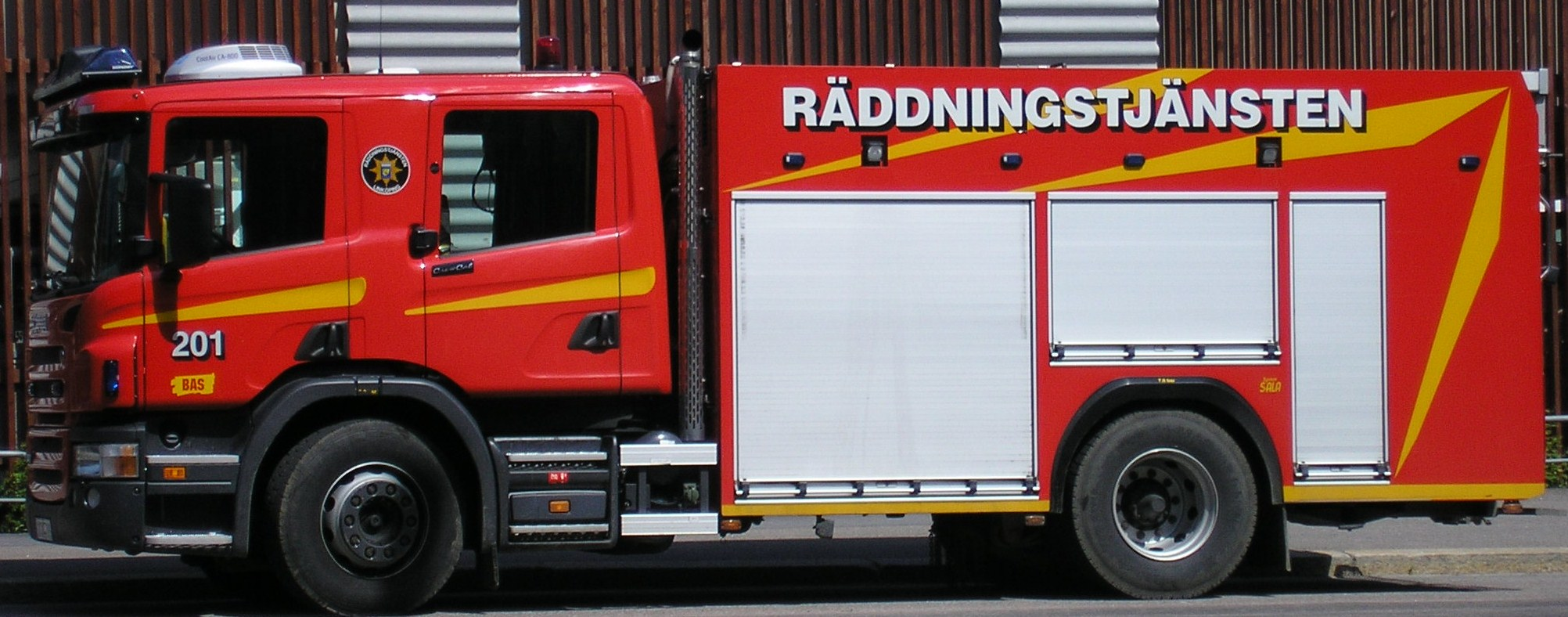
Räddningsbil från Räddningstjänsten i Linköping

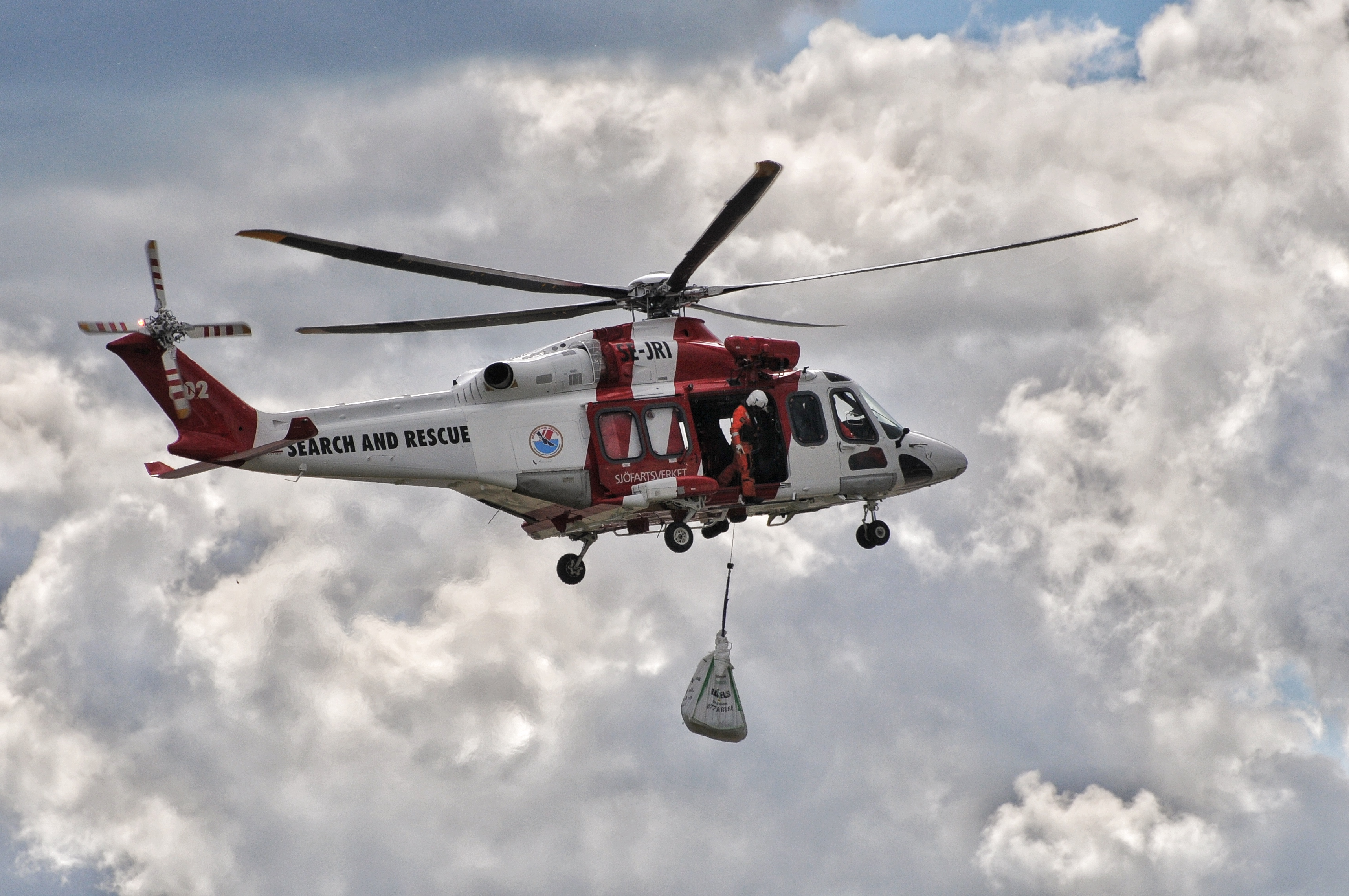
En av Sjöfartsverkets räddningshelikoptrar.

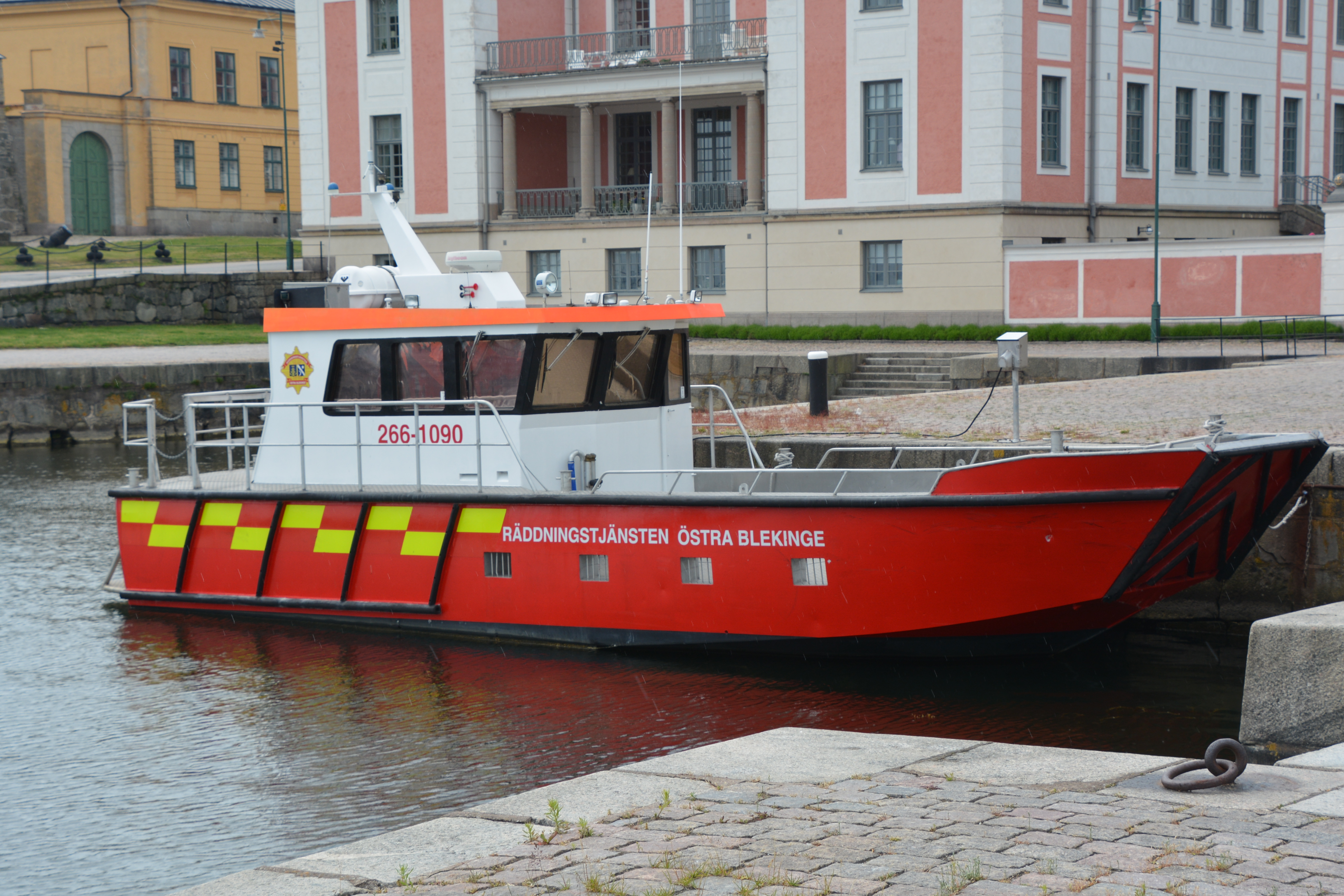
Brandbåt från Räddningstjänsten Östra Blekinge i Karlskrona

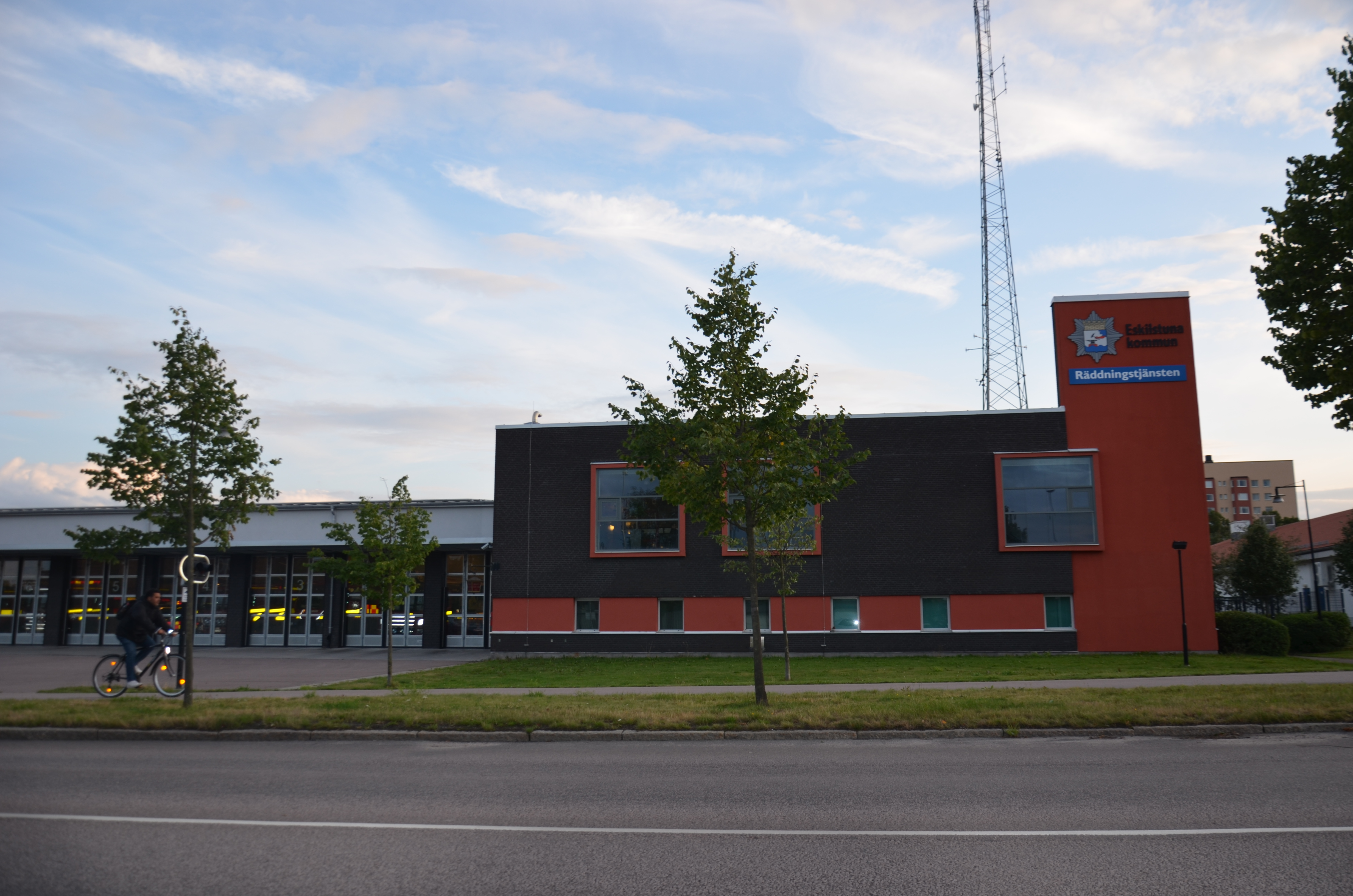
Räddningstjänsten i Eskilstuna

Räddningstjänst är enligt lagen om skydd mot olyckor ett samlingsbegrepp för "de räddningsinsatser som staten eller kommunen skall svara för vid olyckor eller överhängande fara för olyckor för att hindra och begränsa skador på människor, egendom eller miljö". Fram till 1944 var räddningstjänst ett eget begrepp vid sidan om befolkningsskydd men man samlade då begreppen under namnet civilförsvar.
Det finns i Sverige en uppdelning mellan kommunal och statlig räddningstjänst. För all räddningstjänst som inte ingår i ansvaret för statliga myndigheter svarar kommunerna inom sitt geografiska område.

## Kommunal räddningstjänst
Kommunerna bestämmer själva vad deras organisationer för räddningstjänst ska ha för namn. Räddningstjänst är den vanligaste benämningen, men även Brandförsvar, Räddningskår och Brandkår förekommer. Det är vanligt att grannkommuner skapar gemensamma organisationer för räddningstjänst genom att bilda kommunalförbund. Storstockholms brandförsvar är ett exempel på ett kommunalförbund för räddingstjänst mellan 10 kommuner i Stockholmsområdet.
Enligt lagen om skydd mot olyckor kan staten, genom en länsstyrelse, ta över ansvar för en räddningsinsats från den kommunala räddningstjänsten. Så skedde till exempel i augusti 2014, då Länsstyrelsen i Västmanlands län beslutade att överta ansvaret för räddningsinsatsen vid Skogsbranden i Västmanland 2014. Under de omfattande Skogsbränderna i Sverige 2018 tog Länsstyrelsen i Gävleborgs län över ansvaret för den kommunala räddningstjänsten i Ljusdals kommun.

## Statlig räddningstjänst
- Polismyndigheten har ansvar för fjällräddning och efterforskning av försvunna personer.[1][8]
- Sjöfartsverket har ansvar inom flygräddningen för eftersökning vid flyghaveri.[1][9] Respektive kommunal räddningstjänst har ansvaret efter det att eventuell haveriplats identifierats.
- Sjöfartsverket har även ansvar för sjöräddning i den svenska SAR-regionen.[1][9][10] Beträffande insjöar utom Vänern, Vättern och Mälaren, samt i hamnar, har kommunal räddningstjänst ansvar.[5]
- Länsstyrelsen i respektive län har ansvar beträffande situation med utsläpp av radioaktiva ämnen från kärnteknisk anläggning.[1][11]
- Kustbevakningen har ansvar beträffande miljöräddningstjänst till sjöss, det vill säga den svenska SAR-regionen.[1][12] Beträffande insjöar utom Vänern, Vättern och Mälaren, samt i hamnar, har kommunal räddningstjänst ansvar.[5]

## Finansiering
Räddningstjänst kan finansieras av företag. I nästan 25 år betalade statliga Vattenfall 2,5Mkr till Jokkmokks kommun för räddningstjänsterna i byarna Vuollerim och Porjus.
Fjällräddningen är en frivilligorganisation om assisterar polisen. Merparten av sjöräddning i Sverige genomförs av Sjöräddningssällskapet (SSRS) som är en frivilligorganisation.